# Elisabet av Brandenburg-Küstrin
Elisabet av Brandenburg-Küstrin, tyska: Elisabeth von Brandenburg-Küstrin, född 29 augusti 1540 i Küstrin (nuvarande Kostrzyn nad Odrą i Polen), död 8 mars 1578 i Warszawa, var markgrevinna av Brandenburg-Küstrin genom födsel och genom sitt äktenskap med Georg Fredrik I av Brandenburg-Ansbach från 1558 även markgrevinna av Brandenburg-Ansbach och Brandenburg-Kulmbach.

## Biografi
Elisabet var den äldre av markgreve Johan av Brandenburg-Küstrins (1513–1571) två döttrar i äktenskapet med Katarina av Braunschweig-Wolfenbüttel (1518–1574).
Hon gifte sig den 26 december 1558 i Küstrin med markgreve Georg Fredrik av Brandenburg-Ansbach (1539–1603). Denne regerade furstendömena Brandenburg-Ansbach och Brandenburg-Kulmbach och fungerade från 1577 även som ståthållare i hertigdömet Preussen som regent för den sinnessjuke hertig Albrekt Fredrik av Preussen. Äktenskapet förblev barnlöst.
Elisabet dog i samband med makens vistelse vid det polska hovet i Warszawa, då Georg Fredrik försökte utverka att han personligen skulle utnämnas till regerande hertig av den polske kungen Stefan Báthory. Elisabet begravdes i Königsbergs domkyrka och hennes man gav den nederländske bildhuggaren Willem van den Blocke i uppdrag att utföra gravmonumentet, fullbordat 1582.